# Sheyi Ojo
Oluwaseyi Babajide "Sheyi" Ojo (Hemel Hempstead, 19 de junho de 1997) é umfutebolista inglês que atua como ponta-esquerda. Atualmente, defende o Maribor.
Em 2011, quando Ojo tinha apenas 14 anos, ele foi contratado pelo Liverpool por € 2,5 milhões, o que fez dele o jogador com menos de 15 anos mais caro da história.

## Carreira

### MK Dons e Liverpool
Ojo ingressou nas categorias de base do Milton Keynes Dons em 2007, aos 10 anos de idade. Em 2011, o Liverpool contratou o jovem atacante por 2 milhões de libras. Com isso, ele se tornou o jogador sub-15 anos mais caro da história.

### Promoção ao time principal e empréstimos a Wigan e Wolverhampton
Promovido ao elenco principal dos Reds em 2014, foi emprestado ao Wigan Athletic em fevereiro de 2015. Sua estreia oficial pelos Latics foi contra o Bournemouth, pela EFL Championship, a Segunda Divisão inglesa. Durante o período de empréstimo, foram 11 partidas disputadas. Em agosto, foi novamente emprestado, desta vez para o Wolverhampton Wanderers, atuando em 17 jogos e marcando 2 gols.

### Volta ao Liverpool e novo empréstimo
Em janeiro de 2016, o Liverpool reintegrou Ojo ao elenco, e o ala-esquerdo fez sua estreia oficial pelos Reds no empate em 2 a 2 com o Exeter City, pela terceira fase da Copa da Inglaterra. Seu primeiro gol pela equipe foi contra o mesmo Exeter, no replay (jogo de volta) vencido pelo Liverpol por 3 a 0.
A estreia na Premier League foi em março do mesmo ano, contra o Southampton, entrando no lugar de Joe Allen aos 42 minutos do segundo tempo. Duas semanas depois, atuou pela primeira vez como titular, na partida frente ao Stoke City, dando uma assistência para o gol de Daniel Sturridge.
Em agosto de 2017, Ojo foi emprestado ao Fulham para disputar a Segunda Divisão do Campeonato Inglês.

### Cardiff City
Em 13 de julho de 2022, Ojo foi contratado pelo Cardiff City por duas temporadas, após sete anos no Liverpool.

## Carreira internacional
De origem nigeriana, Ojo atua pelas equipes de base da Seleção Inglesa desde 2011, e também é considerado elegível para representar as Super-Águias
Tendo integrado o elenco que disputou a Copa do Mundo Sub-20 realizada na Coreia do Sul, jogou apenas uma vez como titular, ficando o restante da competição no banco de reservas e entrando como substituto. Na decisão, entrou no lugar de Kieran Dowell na vitória por 1 a 0 sobre a Venezuela, que deu o primeiro título internacional ao English Team desde a Copa de 1966.

## Títulos

### Seleção Inglesa
- Copa do Mundo FIFA Sub-20: 2017